# Al-Qahir
Abû al-Mansûr « al-Qâhir bi-llâh » Muhammad ben Ahmad al-Mu`tadid, surnommé Al-Qâhir, est le troisième fils d'Al-Mu`tadid. Il naquit en 899, et succéda à son frère Al-Muqtadir par un coup d'État, comme calife abbasside de 932 à 934. Il mourut aveugle et misérable en 951.

## Biographie
Après la mort d'Al-Muqtadir, en 932 on hésita entre son fils et son frère comme successeur. Ceux qui avaient contribué à la chute du calife préférèrent choisir son frère qui avait lui-même tenté un coup d’État en 929, plutôt que son fils, Muhammad ben Ja`far al-Muqtadir, le futur Ar-Râdhî, dont ils pouvaient craindre la vengeance.
Sous des apparences de piété il cachait une grande cruauté. Il fit torturer la mère, les enfants et les proches d'Al-Muqtadir, pour prendre leur fortune.
Plus faible encore que son frère, Al-Qâhir dépendait complètement de l'émir Mu'nis et des vizirs. Mu'nis organisa une conspiration pour le contraindre à l'abdication. La conspiration ayant été découverte, le grand émir fut assigné à résidence dans ses appartements (933). Le malheureux prétendant à sa succession fut emmuré vivant. Mu’nis et les membres de la conspiration furent décapités.
Al-Qâhir devint alors complètement tyrannique aussi bien envers les ennemis que les amis, rendant son règne insupportable. Lors d'une nouvelle conspiration, le calife fut pris la nuit dans son palais alors qu’il était enivré. Ayant refusé d'abdiquer, les insurgés lui crevèrent les yeux et l'emprisonnèrent (934).
C'est Ar-Râdhî, le fils aîné d'Al-Muqtadir, son concurrent pour l'investiture, qui lui succéda.

## Fin de sa vie
Après onze années de prison, l’ex-calife fut libéré. On put ainsi le voir errer habillé comme un mendiant jusqu’à sa mort en 951.